# What Matters Most
What Matters Most – album amerykańskiej piosenkarki Barbry Streisand, wydany w 2011 roku. Na płycie znalazły się piosenki napisane przez Alana i Marilyn Bergmanów, których Streisand nigdy wcześniej nie nagrywała. Dwupłytowa edycja What Matters Most zawiera więcej utworów autorstwa pary, które piosenkarka już wcześniej zarejestrowała. Album dotarł do 4. miejsca amerykańskiego zestawienia Billboard 200.

## Lista utworów
1. "The Windmills of Your Mind" - 3:54
2. "Something New in My Life" - 4:02
3. "Solitary Moon" - 4:31
4. "Nice 'n' Easy" - 4:27
5. "Alone in the World" - 4:09
6. "So Many Stars" - 4:29
7. "The Same Hello, the Same Goodbye" - 4:11
8. "That Face" - 4:31
9. "I'll Never Say Goodbye" - 4:08
10. "What Matters Most" - 3:12